# Powiat miński (I Rzeczpospolita)

Powiat miński na tle Wielkiego Księstwa Litewskiego I Rzeczypospolitej

Powiat miński – jednostka terytorialna województwa mińskiego Wielkiego Księstwa Litewskiego w 1566 roku i Rzeczypospolitej Obojga Narodów. 
W obrębie powiatu mińskiego istniały starostwa: radoszkowickie i krasnosielskie oraz inne królewszczyzny. 